# デビテツヤ
デビテツヤ（1979年11月6日 - ）は、日本のものまねタレント。本名は金子 大介（かねこ だいすけ）。千葉県出身。血液型AB型。

## 概要
- 小室哲哉のファンであり、主に同氏のものまねで活動している[2]。本人と同じ番組に出演した際に楽屋にて公認をもらっている[2]。
  - 以前の芸名は「デビット金子」で、KEIKOからもらったサインに「to デビ」と書いてもらってから「デビテツヤ」と名乗っている。
- 小学校4年生の頃、武田鉄矢のモノマネでクラスの人気者になり、お笑いの道を志す。
- 歌マネを中心に活動していたが、先輩芸人に『お前は小室哲哉に似ている』と言われた事から容姿のモノマネも始めた。
- エンタの神様では「コメロテツヤ」という名前で出演[3]し、当時注目されていた小室の謝罪会見をネタとしていた。その他の番組には「デビテツヤ」で出演している。
- 海援隊の千葉和臣の紹介により月1回ライブハウス「コタン」にてライブ出演している。
- ものまねタレント以外に、看護師として働いている。また、被災地にてボランティアで公演を行う[4]など、心優しい一面も持っている。
- 得意な楽器はキーボードではなく高校生の時に始めたアコースティック・ギターで、現在はTM NETWORKのサポートメンバーでもある葛城哲哉に弟子入りしてレッスンを受けている。長年小室のサポートをしてきた葛城からも「センセ―もどき！」[5]「時々お前に敬語つかいそうになっちまう」[6]などと、顔・声共に評価されている。反面、「オーラがちがう」とも言われている[7]。
  - 現在所有しているギターはテイラー 114ce[8]、YAMAHA APX-9-12、Gretsch White Falcon II、YAMAHA APX6A、Epiphone レスポール[9]、ASTURIAS C5。
- 幼少期からの阪神タイガースファン[10]。

## ものまねレパートリー
- 小室哲哉
- 福山雅治
- 武田鉄矢
- 西田敏行
- セブルス・スネイプ（ハリー・ポッターシリーズ）
- 森山良子
- 森山直太朗
- いっこく堂
- 吉幾三
- 井上陽水
- 中尾彬
- 松山千春
- 小林旭
- 谷村新司
- 岡野昭仁（ポルノグラフィティ）
- 玉置浩二
- 葛城哲哉
- 堀江淳
- 美川憲一
- 五木ひろし
- TERU（GLAY）
- 淡谷のり子
- 浜田剛史
- 石井一久
- アナゴさん （サザエさん）
- ちびまる子ちゃん登場人物10人メドレー

等多数。

## 出演

### テレビ
- エンタの神様（2009年、日本テレビ）
- 爆笑そっくりものまね紅白歌合戦スペシャル（2010年3月・10月・2011年5月、（フジテレビ）
- ゴッドタン「TM NETWORK 勝手に新曲発表会！（前編・後編）」（2010年11月、テレビ東京）
- 爆笑!ものまねウォーズ（2011年、TBS）
- ザ・発言X（2018年1月1日、日本テレビ）

ほか

### ライブ
- ライブハウスコタン（毎月1回、および、不定期ワンマンライブで出演）